# Лорія чорна
Лорія чорна (Cnemophilus loriae) — вид горобцеподібних птахів родини Cnemophilidae.

## Етимологія
Вид названо на честь італійського етнографа Ламберто Лорії.

## Поширення
Лорія чорна поширена у тропічних гірських дощових лісах Нової Гвінеї.

## Опис
Дрібні птахи з невеликими конічними дзьобами, округлими крилами, коротким, квадратним хвостом і маленькими ногами. Тіло завдовжки 22 см, вагою 60-100 г. Самці темно-синього-забарвлення. Самиці мають верх оливкового-зеленого кольору, а низ тіла жовтий. У самців навколо дзьоба синій м'ясистий наріст.

## Спосіб життя
Лорії живуть у тропічному дощову лісі. Живляться фруктами, зрідка можуть доповнювати раціон комахами. Сезон розмноження триває з листопада по лютий. Про потомство дбає лише самиця. Вона будує гніздо на землі. У гнізді 1-2 яйця.

## Підвиди
- Cnemophilus loriae loriae, номінальний підвид, поширений від хребта Герцог до східних кордонів ареалу;
- Cnemophilus loriae amethystinus (Stresemann, 1934), досить поширений в горах Бісмарка і Східному Гайлендсі;
- Cnemophilus loriae inexpectatus (Junge, 1939), досить поширений в Судірмані і в горах Віктора Емануеля.